# Souleymane Basse
Souleymane Basse, né le 6 novembre 2003 à Thiès, est un footballeur international sénégalais qui joue au poste d'arrière gauche au Valenciennes Football Club.

## Biographie

### En club
Souleymane Basse est formé au CNEPS Excellence Football Club à Thiès dans la ville où il a grandi. En 2021, il rejoint le club de l’Association sportive Génération Foot, avec laquelle il joue 19 matchs dans le championnat du Sénégal avant de rejoindre en 2023 le Valenciennes Football Club, il signe jusqu’en 2027.

### En sélection
Il est convoqué pour la Coupe d'Afrique des nations de football des moins de 20 ans 2023 il remporte le Championnat UFOA A qui sert pour les Éliminatoires de la Coupe d'Afrique des nations de football des moins de 20 ans 2023 où il inscrit un but sur coup franc. Il remporte également la Can U20 pour la première fois, titularisé à tous les matchs, il délivre deux passes décisives face au Mozambique puis face à la Tunisie en demi-finale.
Qualifiés pour la Coupe du monde de football des moins de 20 ans 2023 ils finissent en phases de groupes, Souleymane Basse a joué tous les matchs.

## Palmarès
| Sénégal -20 ans - CAN junior (1) - Champion en 2023 |

### Distinctions individuelles
- Équipe Type Championnat du Sénégal de football 2023